# Joseph Eugene Stiglitz
Joseph Eugene Stiglitz (Gary, EUA 1943) és un economista, escriptor i professor universitari estatunidenc guardonat amb el Premi del Banc de Suècia de Ciències Econòmiques en memòria d'Alfred Nobel l'any 2001.

## Biografia
Va néixer el 9 de febrer de 1943 a la ciutat de Gary, població situada a l'estat nord-americà d'Indiana. Després d'estudiar economia a l'Amherst College, on es graduà el 1963, inicià un postgrau a l'Institut Tecnològic de Massachusetts, on finalment realitzà el seu doctorat l'any 1967. Després d'iniciar la seva recerca a la Universitat de Chicago sota la direcció de Hirofumi Uzawa i gràcies a una beca Fulbright a la Universitat de Cambridge, fou professor a la Universitat Yale, Duke, Stanford, Oxford i Princeton. Actualment és professor a la Universitat de Colúmbia.

## Assessor econòmic
A més de fer influents i nombroses contribucions a la microeconomia, ha participat en nombrosos càrrecs públics. Va ocupar tasques en l'administració del president Bill Clinton com a president del Consell de Consellers Econòmics (1995-1997). Entre 1997 i el 2000 fou vicepresident i economista en cap del Banc Mundial, abans que el Secretari del Tresor dels EUA (Lawrence Summers) el forcés a renunciar.

## Recerca econòmica
Emmarcat en les teories econòmiques que formen part de l'escola neokeynesiana, la investigació més famosa de Stiglitz és sobre el cribratge, una tècnica usada per un agent econòmic per a extreure la informació privada d'un altre. Aquesta important contribució a la teoria de la informació asimètrica li comportà ser guardonat l'any 2001 amb el Premi del Banc de Suècia de Ciències Econòmiques amb George Akerlof i Michael Spence.
A més de les seves publicacions tècniques d'economia és l'autor de Whither Socialism, un llibre no tècnic que proporciona una introducció a les teories darrere del fracàs de les economies socialistes a l'Europa de l'Est i al rol de la informació imperfecta en els mercats. L'any 2002 va escriure El malestar en la globalització, on afirma que el Fons Monetari Internacional actua al servei d'el seu accionista més gran, els Estats Units, passant per damunt de les nacions més pobres per a les quals va ser dissenyat. Stiglitz oferix algunes raons per les quals la globalització ha engendrat l'hostilitat de manifestants, com les ocorregudes a Seattle i Gènova.
Joseph Stiglitz ha estat reconegut en els cinc continents per la seva prestigiosa trajectòria, prenent part en la iniciativa engegada pel Fòrum Social Mundial, i és un dels economistes més llegits del món. Entre altres, i a més del Nobel d'Economia, el 2023 rep el XXXV Premi Internacional Catalunya, per haver articulat una visió econòmica que l'ha convertit en un referent global en la defensa d'un model econòmic més ètic, la lluita contra la desigualtat i la sostenibilitat.